# Свети Рок (Ловинац)
Свети Рок је насељено мјесто у Лици. Припада општини Ловинац, у Личко-сењској жупанији, Република Хрватска.

## Географија
Налази се у јужном дијелу Лике, на сјеверној страни јужног Велебита. Удаљен је око 4,5 км јужно од Ловинца. У Светом Року се налази истоимено језеро, дужине око 2,5 км и оно је дио хидроенергетског система реверзибилне хидроелектране Обровац.
Кроз Свети Рок пролази ауто-пут Загреб – Сплит, а у близини насеља налази се Тунел Свети Рок, који пролази кроз Велебит.

## Назив
Насеље Свети Рок добило је назив према свецу којем је посвећена црква на том подручју Светом Року.

## Историја
Свети Рок се од распада Југославије до августа 1995. године налазио у Републици Српској Крајини. До територијалне реорганизације у Хрватској насеље се налазило у саставу бивше велике општине Грачац.

## Становништво
Према попису из 1991. године, насеље Свети Рок је имао 654 становника, међу којима је било 629 Хрвата, 6 Срба, 2 Југословена и 17 остали. Према попису становништва из 2001. године, Свети Рок је имао 292 становника. Према попису из 2011. године, Свети Рок је имао 279 становника.
| Демографија | Демографија | Демографија |
| Година      | Становника  | Становника  |
| ----------- | ----------- | ----------- |
| 1948.       | 1.404       |             |
| 1953.       | 1.312       |             |
| 1961.       | 1.130       |             |
| 1971.       | 997         |             |
| 1981.       | 727         |             |
| 1991.       | 654         |             |
| 2001.       | 292         |             |
| 2011.       |             | 279         |

## Попис 1991.
На попису становништва 1991. године, насељено место Свети Рок је имало 654 становника, следећег националног састава:
| Попис 1991.‍  | Попис 1991.‍  | Попис 1991.‍ | Попис 1991.‍ | Попис 1991.‍ |
| ------------ | ------------ | ----------- | ----------- | ----------- |
|              |              |             |             |             |
| Хрвати       | Хрвати       |             | 629         | 96,17%      |
| Срби         | Срби         |             | 6           | 0,91%       |
| Југословени  | Југословени  |             | 2           | 0,30%       |
| Словенци     | Словенци     |             | 1           | 0,15%       |
| неопредељени | неопредељени |             | 1           | 0,15%       |
| непознато    | непознато    |             | 15          | 2,29%       |
| укупно: 654  |              |             |             |             |